# 수도권제1순환고속도로
| 2001년 이전 고속국도 노선 (기종점은 2001년 8월 24일 이전을 기준으로 함) | 2001년 이전 고속국도 노선 (기종점은 2001년 8월 24일 이전을 기준으로 함) | 2001년 이전 고속국도 노선 (기종점은 2001년 8월 24일 이전을 기준으로 함) |
| ----------------------------------------------------------------------- | ----------------------------------------------------------------------- | ----------------------------------------------------------------------- |
| 노선 기호와 사용 연도                                                   |                                                                         | 101                                                                     |
| 노선 기호와 사용 연도                                                   | 1991년 ~ 1997년                                                         | 1997년 ~ 2001년                                                         |
| 노선명                                                                  | 서울외곽순환고속도로                                                    | 서울외곽순환고속도로                                                    |
| 노선번호                                                                | 고속국도 제101호선                                                      | 고속국도 제101호선                                                      |
| 기점                                                                    | 경기도 성남시                                                           | 경기도 성남시                                                           |
| 종점                                                                    | 경기도 성남시                                                           | 경기도 성남시                                                           |

수도권제1순환고속도로(首都圈第一循環高速道路, 고속국도 제100호선)는 경기도 성남시의 판교 분기점을 기종점으로 하여 서울특별시, 하남시, 구리시, 남양주시, 의정부시, 양주시, 고양시, 김포시, 인천광역시, 부천시, 시흥시, 안산시, 군포시, 안양시, 의왕시, 성남시 등을 순환하는 대한민국의 고속도로다. 2020년 이전까지는 서울외곽순환고속도로라는 이름으로 불렸었다. 
이 고속도로는 한국도로공사에서 운영하는 국가재정 구간과 민간에서 운영하는 민자 구간이 혼재되어 있다. 퇴계원 나들목에서 일산 나들목까지의 북측 구간은 민간투자고속도로로 서울고속도로주식회사에서 운영하며, 나머지 구간은 한국도로공사에서 운영하고 있다.

## 역사
- 1988년 1월 14일 : 경기도 성남시 삼평동 ~ 구리시 인창동 구간을 "고속국도 제11호선 판교 ~ 구리고속도로(판교 ~ 구리선)"으로 지정[1]
- 1988년 2월 : 판교 분기점 ~ 하남 분기점, 하일 나들목 ~ 퇴계원 나들목 구간 착공
- 1988년 2월 6일 : 판교~구리고속도로 신설을 위해 경기도 성남시 삼평동 ~ 구리시 인창동 25.5km 구간 도로구역 결정[2]
- 1991년 7월 25일 : 중부고속도로 일부 구간을 편입해 종점을 '경기도 구리시 인창동'에서 '경기도 남양주군 퇴계원면'으로 연장, 고속국도 제11호선 '판교 ~ 구리선'에서 "고속국도 제101호선 서울외곽순환고속도로(서울외곽순환선)"으로 노선명 변경[3]
- 1991년 10월 30일 : 서울외곽순환고속도로 신설을 위해 경기도 구리시 인창동 ~ 사노동 2.54km 구간 도로구역 결정[4]
- 1991년 10월 31일 : 판교 분기점 ~ 하남 분기점 19.3km 구간 개통[5]
- 1991년 11월 29일 : 하일 나들목 ~ 남양주 나들목 4.2km 구간 개통[6]
- 1991년 12월 : 판교 분기점~ 산본 나들목 구간 착공
- 1992년 1월 13일 : 토평 나들목 건설을 위해 경기도 구리시 토평동 600m 구간 도로구역 변경[7]
- 1992년 4월 29일 : 종점을 '경기도 남양주군 퇴계원면'에서 '경기도 성남시 분당구 삼평동'으로 연장해 순환선 형태로 노선 변경.[8]
- 1992년 5월 : 장수 나들목 ~ 서운 분기점 구간 착공
- 1992년 6월 18일 : 서울외곽순환고속도로 판교 ~ 일산 구간 신설을 위해 경기도 성남시 분당구 삼평동 ~ 고양시 효자동 56.8km 구간 도로구역 결정[9]
- 1992년 12월 : 신평 나들목 ~ 김포 나들목 구간 착공
- 1992년 12월 10일 : 남양주 나들목 ~ 구리 나들목 2.3km 구간 개통[10]
- 1994년 2월 4일 : 구리 나들목 ~ 퇴계원 나들목 2.7km 구간 개통[11]
- 1994년 10월 1일 : 토평 나들목 개통[12]
- 1995년 1월 24일 : 1995년 12월까지 구리 요금소 차선 확장공사로 인해 경기도 구리시 토평동 ~ 수택동 556m 구간 도로구역 변경[13]
- 1995년 6월 : 산본 나들목 ~ 장수 나들목, 서운 분기점 ~ 김포 나들목 구간 착공
- 1995년 7월 14일 : 2000년 12월까지 서울외곽순환고속도로 노원 ~ 퇴계원 구간 신설을 위해 경기도 구리시 사노동 ~ 서울특별시 도봉구 도봉동 10.82km 구간 도로구역 결정[14]
- 1995년 7월 20일 : 판교 분기점 ~ 학의 분기점 8.8km 구간 개통[15]
- 1995년 12월 28일 : 평촌 나들목 ~ 학의 분기점 3.3km 구간 개통[16]
- 1996년 10월 31일 : 산본 나들목 ~ 평촌 나들목 3.3km 구간 개통[17]
- 1997년 2월 22일 : 1999년 12월까지 소래산 구간을 절개공법에서 소래터널로 변경함에 따라 경기도 시흥시 대야동 ~ 인천광역시 남동구 장수동 3.04km 구간 도로구역 변경[18]
- 1997년 5월 2일 : 신평 나들목 ~ 일산 나들목 구간 착공
- 1997년 7월 10일 : 2001년 12월까지 하남 분기점 ~ 하일 나들목 구간 확장 공사를 위해 서울특별시 강동구 고덕동 ~ 경기도 하남시 덕풍동 5.7km 구간 도로구역 변경[19]
- 1997년 10월 10일 : 노원 ~ 퇴계원 구간 8차선으로 차선 변경으로 인한 선형 변경으로 경기도 구리시 사노동 ~ 서울특별시 도봉구 도봉동 10.817km 구간을 경기도 구리시 사노동 ~ 서울특별시 노원구 상계동 6.003km로 도로구역 변경, 기존 서울특별시 노원구 상계동 ~ 도봉구 도봉동 4.814km 구간 도로구역 해제[20]
- 1997년 10월 24일 : 2000년 12월까지 신평 나들목 ~ 지도 나들목 구간 신설을 위해 경기도 고양시 토당동 ~ 내곡동 2.12km 구간 도로구역 결정[21]
- 1997년 11월 3일 : 김포대교를 포함한 신평 나들목 ~ 김포 나들목 3.5km 구간 개통[22]
- 1998년 3월 7일 : 2001년 12월까지 판교 분기점 ~ 하남 나들목 구간 왕복 8차로 확장 공사로 인해 경기도 성남시 분당구 삼평동 ~ 하남시 춘궁동 19.3km 구간 도로구역 변경[23]
- 1998년 4월 11일 : 1999년 12월까지 논곡 요금소 신설, 도리 나들목 폐지, 일부 구간 선형 변경으로 인해 경기도 시흥시 조남동 ~ 계수동 9.44km 구간 도로구역 변경[24]
- 1998년 4월 14일 : 1999년 12월까지 김포 나들목 연결로와 국도 제48호선 접속부 확장 공사로 인해 경기도 김포군 고촌면 신곡리 ~ 고양시 토당동 3.475km 구간 도로구역 변경[25]
- 1998년 6월 30일 : 서울외곽순환고속도로 일산 ~ 퇴계원 구간 민자유치시설사업 기본계획 고시[26][27]
- 1998년 7월 24일 : 서운 분기점 ~ 장수 나들목 (부천고가교) 8.0km 구간 개통[28]
- 1998년 10월 17일 : 1999년 12월까지 박촌 나들목 형식 변경으로 인해 인천광역시 계양구 용종동 ~ 병방동 1.48km 구간 도로구역 변경[29]
- 1999년 4월 21일 : 2002년 12월까지 하일 나들목 ~ 퇴계원 나들목 구간 왕복 8차로 확장 공사로 인해 서울특별시 강동구 하일동 ~ 경기도 구리시 사노동 8.445km 구간을 8.845km로 도로구역 변경[30]
- 1999년 6월 24일 : 2005년까지 일산 ~ 노원 ~ 퇴계원 구간 신설을 위해 경기도 고양시 덕양구 내곡동 ~ 서울특별시 노원구 상계동 30.7km 구간과 서울특별시 노원구 상계동 ~ 경기도 남양주시 별내면 화접리 5.6km 구간 도로구역 결정[31]
- 1999년 7월 15일 : 2002년까지 성남 나들목, 송파 나들목, 서하남 나들목 선형 변경으로 인해 경기도 성남시 분당구 삼평동 ~ 하남시 춘궁동 19.3km 구간 도로구역 변경[32]
- 1999년 11월 26일 : 김포 나들목 ~ 서운 분기점 7.8km 구간, 장수 나들목 ~ 산본 나들목 21.3km 구간 개통[33]
- 2000년 1월 1일 : 하일 나들목이 강일 나들목으로 명칭 변경
- 2000년 11월 21일 : 노오지 분기점 개통[34]
- 2001년 5월 1일 : 하남 분기점 ~ 강일 나들목 5.32km 구간 확장 개통[35]
- 2001년 6월 30일 : 퇴계원 나들목 ~ 일산 나들목 구간 착공
- 2001년 8월 25일 : 노선번호를 제101호에서 제100호로 변경.[36]
- 2001년 9월 11일 : 신평 나들목 ~ 일산 나들목 내선 구간 개통[37]
- 2001년 9월 21일 : 판교 분기점 ~ 성남 나들목 왕복 8차로 확장 개통
- 2001년 9월 27일 : 신평 나들목 ~ 일산 나들목 외선 구간 개통
- 2001년 12월 6일 : 2002년 12월까지 판교 분기점 차로 확장 공사를 위해 경기도 성남시 수정구 금토동 ~ 분당구 삼평동 1.45km 구간 도로구역 변경[38]
- 2002년 3월 19일 : 2002년 12월까지 성남 요금소와 구리 요금소 차로 확장 공사를 위해 경기도 성남시 분당구 삼평동 ~ 남양주시 별내면 화점리 34.3km 구간 도로구역 변경[39]
- 2002년 12월 10일 : 성남 나들목 ~ 퇴계원 나들목 왕복 8차로 확장 개통
- 2003년 7월 8일 : 2006년 6월까지 요금소 신설 등을 위해 경기도 고양시 덕양구 내곡동 ~ 남양주시 별내면 화접리 36.3km 구간 도로구역 변경[40]
- 2003년 10월 29일 : 2004년까지 계양 나들목 ~ 서운 분기점 판교방향 구간에 부가차로 설치를 위해 인천광역시 계양구 서운동 390m 구간 도로구역 변경 및 박촌 나들목을 계양 나들목으로 명칭 변경[41]
- 2005년 2월 1일 : 2007년까지 계양 나들목 램프 차로 개량 공사를 위해 인천광역시 계양구 서운동 ~ 병방동 구간[42], 2006년까지 자유로 나들목 램프 차로 개량 공사를 위해 경기도 고양시 덕양구 토당동 구간 도로구역 변경[43]
- 2006년 : 신평 나들목이 자유로 나들목으로 명칭 변경
- 2006년 6월 30일 : 송추 나들목 ~ 일산 나들목 18.3km 구간, 퇴계원 나들목 ~ 의정부 나들목 10.5km 구간 개통[44]
- 2007년 1월 11일 : 2008년 6월까지 민원으로 인해 고양시 일산구 산황동, 덕양구 신원동과 대자동, 남양주시 별내면 화접리 구간 설계 변경을 위해 경기도 고양시 덕양구 내곡동 ~ 남양주시 별내면 화접리 36.3km 구간 도로구역 변경[45]
- 2007년 7월 11일 : 2008년까지 장수 나들목 감속차로 연장 공사를 위해 인천광역시 남동구 장수동 구간 도로구역 변경[46]
- 2007년 10월 1일 : 사패산터널을 포함한 의정부 나들목 ~ 송추 나들목 구간과 직결을 위해 호원 나들목 폐쇄[47]
- 2007년 12월 28일 : 의정부 나들목 ~ 송추 나들목 7.5km 구간 개통, 전 구간 완전 개통[48][49]
- 2008년 1월 2일 : 일산 ~ 퇴계원 구간 민간투자시설사업 실시계획 변경[50]
- 2008년 6월 9일 : 2009년까지 남양주 나들목 가·감속차로 개량 공사를 위해 경기도 남양주시 도농동 620m 구간 도로구역 변경[51]
- 2008년 12월 24일 : 2009년까지 서하남휴게소 설치 공사를 위해 경기도 하남시 춘궁동 구간[52], 2010년까지 구리휴게소 설치 공사를 위해 경기도 구리시 사노동 구간 도로구역 변경[53]
- 2009년 7월 15일 : 서울양양고속도로 개통과 함께 강일 나들목이 분기점으로 변경. 단, 명칭 혼동을 피하기 위해 명칭은 나들목으로 유지
- 2010년 5월 3일 : 제3경인고속화도로 개통과 함께 도리 분기점 개통[54]
- 2010년 12월 13일 : 부천고가교 하부에서 발생한 유조차 화재에 의한 중동 나들목 구간 상판의 소실로 인해 중동 나들목 임시 폐쇄.[55] 중동 나들목, 장수 나들목, 계양 나들목 부분 통제 시작
- 2010년 12월 23일 : 중동 나들목 재공사 착공
- 2010년 12월 28일 : 도로명주소에 판교 분기점부터 판교 분기점까지 128.02km 구간을 서울외곽순환고속도로로 고시[56]
- 2011년 3월 15일 : 중동 나들목 재개통. 부분통제 해제[57].
- 2012년 3월 30일 : 호원 나들목 재공사 착공[58]
- 2012년 5월 1일 : 호원 나들목 신설 공사를 위해 경기도 의정부시 호원동 4.74km 구간 도로구역 변경[59]
- 2012년 9월 20일 : 2015년 12월까지 운중교 개량 공사를 위해 경기도 성남시 분당구 운중동 1.886km 구간을 1.845km로 도로구역 변경[60]
- 2012년 12월 27일 : 2014년까지 시흥 본선상공형 휴게소 신설 공사를 위해 경기도 시흥시 조남동 1.23km 구간 도로구역 변경[61]
- 2014년 9월 29일 : 구리 요금소를 구리남양주 요금소로 명칭 변경
- 2015년 3월 27일 : 국토교통부고시로 기점과 종점을 '경기도 성남시 분당구 삼평동'으로 명시[62]
- 2015년 5월 28일 : 판교 기점 44.2km 위치에 호원 나들목 재개통[63][64]
- 2015년 10월 14일 : 2016년 6월까지 목감공공주택지구 인근 방음벽 설치공사를 위해 경기도 시흥시 조남동 1.2km 구간 도로구역 변경[65]
- 2015년 11월 19일 : 2015년 12월까지 가천대역 EX-허브 설치 공사를 위해 경기도 성남시 수정구 복정동, 태평동 600m 구간 도로구역 변경[66]
- 2016년 8월 26일 : 목감공공주택지구 인근 방음벽 설치공사 사업기간을 2018년 12월로 연기[67]
- 2017년 5월 4일 : 2019년 8월까지 송파 나들목 개량 공사를 위해 서울특별시 송파구 장지동 ~ 거여동 3.27km 구간 도로구역 변경[68]
- 2017년 11월 12일 : 시흥하늘휴게소 신설 개장[69][70][71]
- 2018년 3월 29일 : 민간투자구간(퇴계원 나들목 ~ 일산 나들목)의 7개 요금소 통행료 인하[72][73]
- 2019년 4월 29일 : 2021년 12월까지 송파 나들목 개량 공사를 위해 서울특별시 송파구 장지동 ~ 거여동 3.27km 구간 도로구역 변경[74]
- 2019년 5월 24일 : 2020년 12월까지 성남 나들목 진출로 설치 공사를 위해 경기도 성남시 중원구 성남동 294m 구간 도로구역 변경[75]
- 2020년 9월 1일 : 노선명을 "서울외곽순환고속도로"에서 "수도권제1순환고속도로"로 변경[76]
- 2020년 10월 22일 : 도로명주소에 명칭을 서울외곽순환고속도로에서 "수도권제1순환고속도로"로 변경 고시[77]
- 2020년 11월 7일 : 고양 분기점 개통
- 2021년 2월 3일 : 송파 나들목 헌릉로 방면 진출입 램프 이설 개통[78]
- 2025년 1월 1일 : 서하남 분기점 개통

## 구성
차로수
- 하남 분기점 ~ 강일 나들목, 일산 나들목 ~ 자유로 나들목 : 왕복 10차로
- 나머지 구간 : 왕복 8차로

총연장
- 128.02km

제한속도
- 전 구간 최고 100km/h, 최저 50km/h

### 터널
| 터널 이름         | 소재지                      | 길이   | 준공 년도 | 비고 |
| ----------------- | --------------------------- | ------ | --------- | ---- |
| 광암터널(구리)    | 경기도 하남시 광암동        | 726m   | 2002년    |      |
| 광암터널(판교1)   | 경기도 하남시 광암동        | 743m   | 1991년    |      |
| 광암터널(판교2)   | 경기도 하남시 광암동        | 752m   | 1991년    |      |
| 불암산터널(일산)  | 서울특별시 노원구 상계동    | 1,685m | 2006년    |      |
| 불암산터널(구리)  | 서울특별시 노원구 상계동    | 1,665m | 2006년    |      |
| 수락산터널        | 경기도 의정부시 장암동      | 2,950m | 2006년    |      |
| 호원터널(일산)    | 경기도 의정부시 호원동      | 180m   | 2007년    |      |
| 호원터널(구리)    | 경기도 의정부시 호원동      | 149m   | 2007년    |      |
| 사패산터널(일산)  | 경기도 양주시 장흥면 울대리 | 3,997m | 2007년    |      |
| 사패산터널(구리)  | 경기도 양주시 장흥면 울대리 | 3,993m | 2007년    |      |
| 노고산1터널(일산) | 경기도 양주시 장흥면 삼상리 | 2,177m | 2006년    |      |
| 노고산1터널(구리) | 경기도 양주시 장흥면 삼상리 | 2,197m | 2006년    |      |
| 노고산2터널(일산) | 경기도 양주시 장흥면 삼상리 | 975m   | 2006년    |      |
| 노고산2터널(구리) | 경기도 양주시 장흥면 삼상리 | 995m   | 2006년    |      |
| 소래터널(판교)    | 경기도 시흥시 대야동        | 421m   | 1999년    |      |
| 소래터널(일산)    | 경기도 시흥시 대야동        | 446m   | 1999년    |      |
| 수암터널(판교)    | 경기도 안양시 만안구 안양동 | 1,254m | 1999년    |      |
| 수암터널(일산)    | 경기도 안양시 만안구 안양동 | 1,294m | 1999년    |      |
| 수리터널(판교)    | 경기도 군포시 산본동        | 1,865m | 1999년    |      |
| 수리터널(일산)    | 경기도 군포시 산본동        | 1,882m | 1999년    |      |
| 안양터널          | 경기도 안양시 동안구 호계동 | 390m   | 1996년    |      |
| 청계터널(판교)    | 경기도 의왕시 청계동        | 550m   | 1995년    |      |
| 청계터널(일산)    | 경기도 의왕시 청계동        | 450m   | 1995년    |      |

### 교량
- 탄천교
- 거여고가교
- 강동대교
- 장암대교
- 공릉천1교
- 공릉천2교
- 공릉천3교
- 공릉천4교
- 대곡교
- 김포대교
- 귤현대교
- 병방교
- 용종1교
- 용종2교
- 부천고가교
- 수리산교
- 안양고가교
- 평촌고가교
- 학의대교

## 나들목 · 분기점
- 여기서 숫자는 진출입교차점 (IC 및 JC) 번호를 말하고, TG는 요금소(Tollgate), SA는 휴게소(Service Area)를 뜻한다.
- 거리의 단위는 km이다.
  - 연한 파란색(■): 서울고속도로 민자 운영 구간

| 번호 | 이름              | 로마자 이름         | 구간 거리 | 누적 거리 | 접속 노선 | 소재지     | 소재지   | 비고                                                              |
| ---- | ----------------- | ------------------- | --------- | --------- | --- | ---------- | -------- | ----------------------------------------------------------------- |
| 1    | 판교 분기점       | Pangyo JC           | -         | 0.00      | 1호선 경부고속도로 | 경기도     | 성남시   | 양방향 모두 경부고속도로(서울방향) 진출 불가능 판교 나들목과 연계 |
| 2    | 성남              | Seongnam            | 4.16      | 4.16      | 국도 제3호선 (경충대로·성남대로) | 경기도     | 성남시   |                                                                   |
| TG   | 성남 요금소       | Seongnam TG         |           |           | | 경기도     | 성남시   | 본선요금소                                                        |
| 3    | 송파              | Songpa              | 5.20      | 9.36      | 국도 제3호선 (성남대로·송파대로) 지방도 제342호선 (헌릉로) 서울특별시도 제41호선 (헌릉로) 서울특별시도 제71호선 (송파대로) 위례중앙로 | 서울특별시 | 송파구   |                                                                   |
| 4    | 서하남            | W.Hanam             | 5.00      | 14.36     | 서하남로 | 경기도     | 하남시   |                                                                   |
| 4-1  | 서하남 분기점     | W.Hanam JC          |           |           | 29호선 세종포천고속도로 | 경기도     | 하남시   |                                                                   |
| SA   | 서하남휴게소      | W.Hanam SA          |           |           | | 경기도     | 하남시   | 성남방향                                                          |
| 5    | 하남 분기점       | Hanam JC            | 4.96      | 19.32     | 35호선 중부고속도로 | 경기도     | 하남시   |                                                                   |
| 6    | 상일              | Sangil              | 2.53      | 21.85     | 국도 제43호선 (조정대로·천호대로) 서울특별시도 제50호선 (천호대로)                                                                    | 서울특별시 | 강동구   |                                                                   |
| 7    | 강일              | Gangil              | 3.04      | 24.89     | 60호선 서울양양고속도로 서울특별시도 제88호선(올림픽대로) 미사대로                                                                    | 서울특별시 | 강동구   | 구 하일 나들목                                                    |
| 8    | 토평              | Topyeong            | 0.99      | 25.88     | 서울특별시도 제70호선 (강변북로) | 경기도     | 구리시   | 성남방향 진입, 고양방향 진출 시 요금 지불                         |
| TG   | 구리남양주 요금소 | Guri-Namyangju TG   |           |           | | 경기도     | 구리시   | 본선요금소 구 구리 요금소                                         |
| 9    | 남양주            | Namyangju           | 2.40      | 28.28     | 국도 제6호선 (경춘로) 미금로 | 경기도     | 남양주시 | 성남방향 진입과 고양방향 진출만 가능                              |
| 10   | 구리              | Guri                | 1.90      | 30.18     | 북부간선도로 국도 제43호선 (동구릉로) 국도 제46호선 (동구릉로)                                                                        | 경기도     | 구리시   |                                                                   |
| SA   | 구리휴게소        | Guri SA             |           |           | | 경기도     | 구리시   | 의정부방향 (주유소 없음)                                          |
| 12   | 퇴계원            | Toegyewon           | 2.73      | 32.91     | 국도 제47호선 (경춘북로·금강로) (국도 제43호선 (금강로·동구릉로)) (국도 제46호선 (금강로·동구릉로))                                   | 경기도     | 구리시   |                                                                   |
| TG   | 불암산 요금소     | Buramsan TG         |           |           | | 경기도     | 남양주시 | 본선요금소 버스정류장 병행                                        |
| 13   | 별내              | Byeollae            | 2.39      | 35.30     | 불암로 | 경기도     | 남양주시 | 고양방향 진입, 성남방향 진출 시 요금 지불                         |
| 14   | 의정부            | Uijeongbu           | 7.30      | 42.60     | 국도 제3호선 (동일로) 평화로 (서울특별시도 제61호선 (동부간선도로))                                                                   | 경기도     | 의정부시 |                                                                   |
| 14-1 | 호원              | Howon               | 1.60      | 44.20     | 서부로 | 경기도     | 의정부시 | 나들목 진출입 시 요금 지불                                        |
| 15   | 송추              | Songchu             | 6.20      | 50.40     | 북한산로 | 경기도     | 양주시   | 성남방향 진입, 고양방향 진출 시 요금 지불                         |
| TG   | 양주 요금소       | Yangju TG           |           |           | | 경기도     | 양주시   | 본선요금소 버스정류장 병행(의정부방향)                            |
| SA   | 양주휴게소        | Yangju SA           |           |           | | 경기도     | 양주시   | 고양방향 버스정류장 병행                                          |
| 16   | 통일로            | Tongillo            | 9.20      | 59.60     | 국도 제1호선 (통일로) (국도 제39호선 (호국로))                                                                                        | 경기도     | 고양시   | 고양방향 진입, 성남방향 진출 시 요금 지불                         |
| 16-1 | 고양 분기점       | Goyang JC           |           |           | 17호선 평택파주고속도로 | 경기도     | 고양시   |                                                                   |
| 17   | 고양              | Goyang              | 7.40      | 67.00     | 지방도 제356호선 (고양대로) | 경기도     | 고양시   | 고양방향 진입, 성남방향 진출 시 요금 지불                         |
| 18   | 일산              | Ilsan               | 2.97      | 69.97     | 중앙로 | 경기도     | 고양시   |                                                                   |
| 19   | 자유로            | Jayuro              | 2.21      | 72.18     | 국도 제77호선 (자유로) | 경기도     | 고양시   | 구 신평 나들목                                                    |
| 20   | 김포              | Gimpo               | 3.11      | 75.29     | 국도 제48호선 (김포대로) | 경기도     | 김포시   |                                                                   |
| TG   | 김포 요금소       | Gimpo TG            |           |           | | 경기도     | 김포시   | 본선요금소 버스정류장 병행                                        |
| 21   | 노오지 분기점     | No-oji JC           | 3.75      | 79.04     | 130호선 인천국제공항고속도로 | 인천광역시 | 계양구   | 양방향 모두 인천국제공항고속도로(고양방향) 진출 불가능            |
| 22   | 계양              | Gyeyang             | 3.02      | 82.06     | 경명대로 (국도 제39호선 (벌말로)) | 인천광역시 | 계양구   | 본선상 신호등 설치 구 박촌 나들목                                 |
| 23   | 서운 분기점       | Seoun JC            | 2.25      | 84.31     | 120호선 경인고속도로 | 인천광역시 | 계양구   | 본선상 신호등 설치                                                |
| 24   | 중동              | Jungdong            | 2.08      | 86.39     | 길주로 | 경기도     | 부천시   | 본선상 신호등 설치                                                |
| 25   | 송내              | Songnae             | 2.02      | 88.41     | 국도 제46호선 (경인로) (송내대로·무네미로)                                                                                            | 경기도     | 부천시   | 본선상 신호등 설치                                                |
| 26   | 장수              | Jangsu              | 2.41      | 90.82     | 무네미로 수현로 | 인천광역시 | 남동구   | 고양방향 진입과 성남방향 진출만 가능 본선상 신호등 설치           |
| 27   | 시흥              | Siheung             | 4.21      | 95.03     | 서해안로 | 경기도     | 시흥시   |                                                                   |
| TG   | 시흥 요금소       | Siheung TG          |           |           | | 경기도     | 시흥시   | 본선요금소 버스정류장 병행                                        |
| 28   | 안현 분기점       | Anhyeon JC          | 2.66      | 97.69     | 110호선 제2경인고속도로 | 경기도     | 시흥시   |                                                                   |
| 28-1 | 도리 분기점       | Dori JC             | 4.81      | 102.50    | 지방도 제330호선(제3경인고속화도로)                                                                                                   | 경기도     | 시흥시   | 양방향 모두 제3경인고속화도로(시흥방향) 진출 불가능               |
| SA   | 시흥하늘휴게소    | Siheung haneul SA   |           |           | | 경기도     | 시흥시   | 양방향 통합형                                                     |
| 29   | 조남 분기점       | Jonam JC            | 4.44      | 106.94    | 15호선 서해안고속도로 | 경기도     | 시흥시   |                                                                   |
| 30   | 산본              | Sanbon              | 5.27      | 112.21    | 산본로 | 경기도     | 군포시   |                                                                   |
| 31   | 평촌              | Pyeongchon          | 4.13      | 116.34    | 신기대로 평촌대로 관평로 (국도 제1호선 (경수대로)) (국도 제47호선 (흥안대로))                                                         | 경기도     | 안양시   |                                                                   |
| 32   | 학의 분기점       | Hagui JC            | 2.86      | 119.20    | 지방도 제309호선 (봉담과천로) | 경기도     | 의왕시   |                                                                   |
| SA   | 의왕청계휴게소    | Uiwang-Cheonggye SA |           |           | | 경기도     | 의왕시   | 고양방향 버스정류장 병행                                          |
| TG   | 청계 요금소       | Cheonggye TG        |           |           | | 경기도     | 의왕시   | 본선요금소 버스정류장 병행(성남방향)                              |
| 1    | 판교 분기점       | Pangyo JC           | 8.82      | 128.02    | 1호선 경부고속도로 | 경기도     | 성남시   | 양방향 모두 경부고속도로(서울방향) 진출 불가능 판교 나들목과 연계 |

## 주요 통과지
경기도
- 성남시 분당구 삼평동 - 성남시 수정구 금토동 - 성남시 분당구 삼평동 - 성남시 수정구 사송동 - 성남시 분당구 야탑동 - 성남시 중원구 (여수동 - 성남동) - 성남시 수정구 (수진동 - 태평동 - 복정동)

서울특별시
- 송파구 (장지동 - 거여동 - 마천동)

경기도
- 하남시 (감일동 - 광암동 - 춘궁동 - 덕풍동 - 초일동)

서울특별시
- 강동구 (상일동 - 강일동 - 고덕동)

경기도
- 구리시 (토평동 - 수택동) - 남양주시 (다산동 - 도농동) - 구리시 (인창동 - 사노동) - 남양주시 (퇴계원읍 - 별내동)

서울특별시
- 노원구 상계동

경기도
- 의정부시 (장암동 - 호원동 - 가능동) - 양주시 장흥면 - 고양시 덕양구 선유동 - 양주시 장흥면 - 고양시 덕양구 (오금동 - 대자동 - 신원동 - 원당동 - 성사동 - 주교동) - 고양시 일산동구 산황동 - 고양시 덕양구 (내곡동 - 대장동 - 토당동 - 신평동) - 김포시 고촌읍

인천광역시
- 계양구 (노오지동 - 선주지동 - 귤현동 - 동양동 - 박촌동 - 병방동 - 용종동 - 서운동) - 부평구 삼산동

경기도
- 부천시 원미구 상동 - 소사구 송내동

인천광역시
- 부평구 (일신동 - 구산동) - 남동구 장수동

경기도
- 시흥시 (대야동 - 계수동 - 안현동 - 매화동 - 무지내동 - 도창동 - 금이동 - 논곡동 - 조남동) - 안산시 상록구 수암동 - 안양시 만안구 안양동 - 군포시 산본동 - 안양시 만안구 안양동 - 군포시 산본동 - 안양시 만안구 안양동 - 군포시 산본동 - 안양시 동안구 호계동 - 의왕시 (내손동 - 포일동 - 학의동 - 포일동 - 청계동 - 학의동 - 청계동) - 성남시 분당구 운중동 - 성남시 수정구 금토동 - 성남시 분당구 삼평동

## 통행료
수도권제1순환고속도로에 설치된 요금소는 모두 개방식 요금소이기 때문에 각 구간마다 별도로 요금을 내야 한다. 아래 요금은 2018년 3월 29일부터 적용되는 요금이다.
민자 구간
| 요금소        | 1종   | 2종   | 3종   | 4종   | 5종   |
| ------------- | ----- | ----- | ----- | ----- | ----- |
| 양주 요금소   | 1,800 | 1,800 | 1,900 | 2,600 | 3,000 |
| 불암산 요금소 | 1,400 | 1,400 | 1,500 | 2,000 | 2,400 |
| 고양 나들목   | 900   | 900   | 1,000 | 1,300 | 1,500 |
| 통일로 나들목 | 1,000 | 1,000 | 1,100 | 1,400 | 1,700 |
| 송추 나들목   | 1,100 | 1,100 | 1,200 | 1,600 | 1,800 |
| 별내 나들목   | 1,100 | 1,100 | 1,200 | 1,600 | 1,800 |
| 별내 ~ 퇴계원 | 900   | 900   | 1,000 | 1,300 | 1,500 |

민자 구간 (호원 나들목)
| 구간          | 1종   | 2종   | 3종   | 4종   | 5종   |
| ------------- | ----- | ----- | ----- | ----- | ----- |
| 호원 ~ 의정부 | 800   | 800   | 800   | 1,100 | 1,300 |
| 호원 ~ 불암산 | 1,400 | 1,400 | 1,500 | 2,000 | 2,400 |
| 호원 ~ 별내   | 1,100 | 1,100 | 1,200 | 1,600 | 1,800 |
| 호원 ~ 송추   | 1,100 | 1,100 | 1,200 | 1,600 | 1,800 |
| 호원 ~ 양주   | 1,800 | 1,800 | 1,900 | 2,600 | 3,000 |

## 경기도 순환버스 정류소
- 경기순환버스 운행 - 경기도 도시들끼리의 연결성을 개선하고 혼잡지역인 서울을 지나지 않고도 경기도 지역 간을 연결할 수 있도록 '경기순환버스' 노선이 2010년 8월 23일 신설되며, 부천 (중동), 고양(일산), 의정부, 구리, 성남(분당), 안양(평촌), 군포(산본), 의왕, 수원 등 각 시내에서는 주요 4개 정류장만 정차, 약 20분 배차운행되며, 급행버스형태로 서울외곽순환고속도로를 이용한다. 경기순환버스 운행에 맞추어 한국도로공사에서는 청계 요금소, 시흥 요금소, 성남 요금소, 구리남양주 요금소, 불암산 요금소, 양주 요금소, 김포 요금소 등에 버스정류장을 설치, 이를 통해 순환버스끼리의 환승이 가능하다. 인천 면허 차량은 정류장을 지나지만 정차 하진 않는다. (인천 9300번과 인천 9500번)
- 2015년 12월 29일에는 분당선 가천대역 옆에 환승 정류장이 신설되었으며, 이에 따라 2016년 11월 5일 성남 요금소의 버스정류장이 폐지되었다.[79]
- 2017년 11월 12일 시흥시 조남동에 시흥하늘휴게소가 개장하여 휴게소에 환승 정류장이 설치되었다.[80]

- - 가천대역 - (1112번, 1650번, 3000번, 8109번, 8401번, 8409번, G2100번, 동서울-남서울대(R1310), 동서울-인천(R1801), 동서울-부천(R8142), 동서울-안산(R8147), 동서울-평택, 동서울-천안, 동서울-온양, 성남-춘천)
  - 구리남양주 요금소 - (11번, 100번, 1001번, 1200번, 2000번, 7007번, 8012번, 8109번, 8401번, 8409번)
  - 불암산 요금소 - (8109번, 8401번, 8409번)
  - 양주 요금소 - (8109번, 8906번)
  - 김포 요금소 - (8906번, 3300번)
  - 시흥 요금소 - (3200번, 8106번, G8808번, 8906번)
  - 시흥하늘휴게소 - (8106번, 판교-인천공항(A5000), 9100번, 9200번, 9201번)
  - 청계 요금소 - (333번, 1009번, 1650번, 2007번, 3330번, 3500번, 7007-1번, 8106번, 8401번, 8409번)

## 사진

김포 요금소
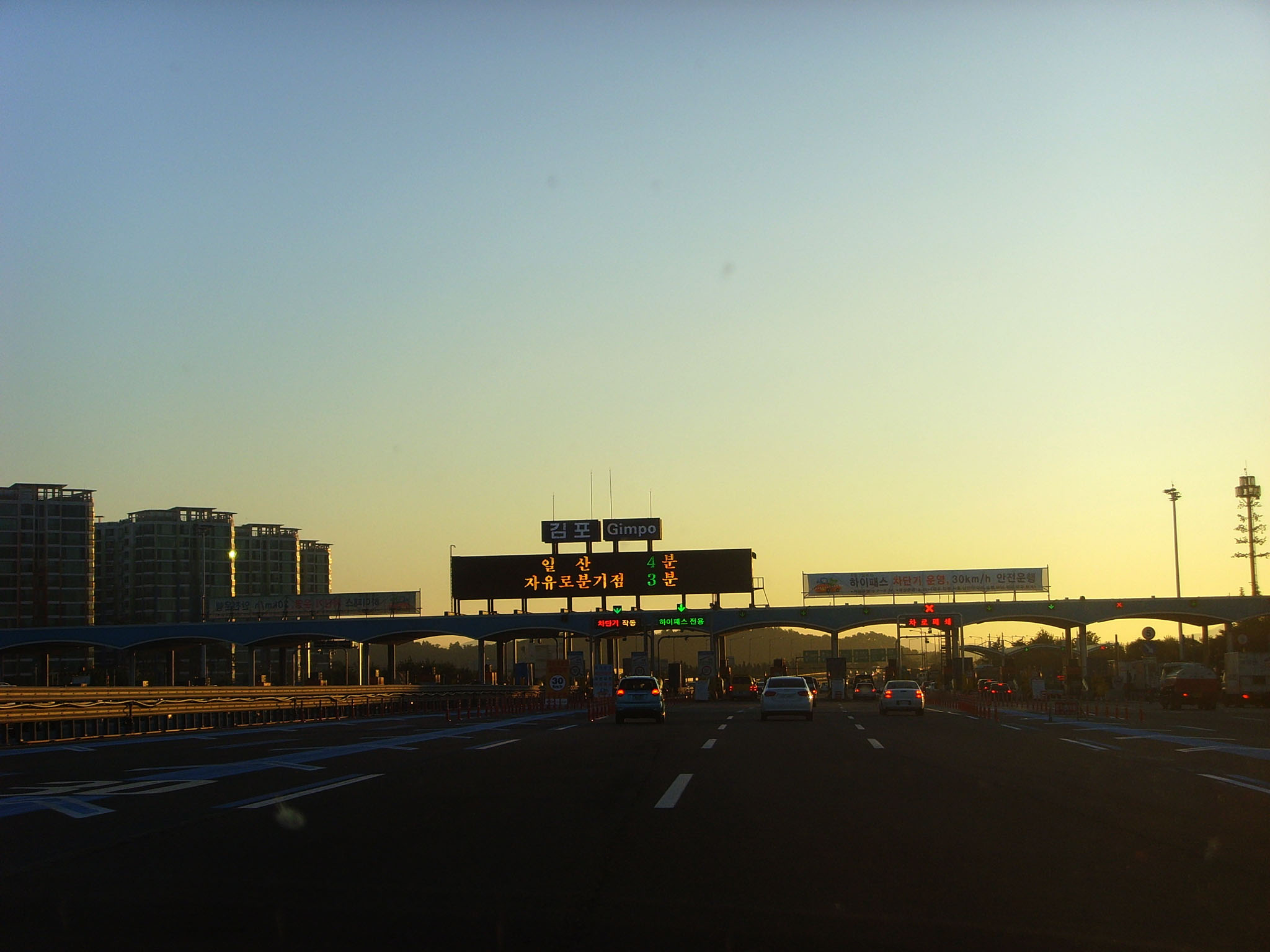
김포 요금소
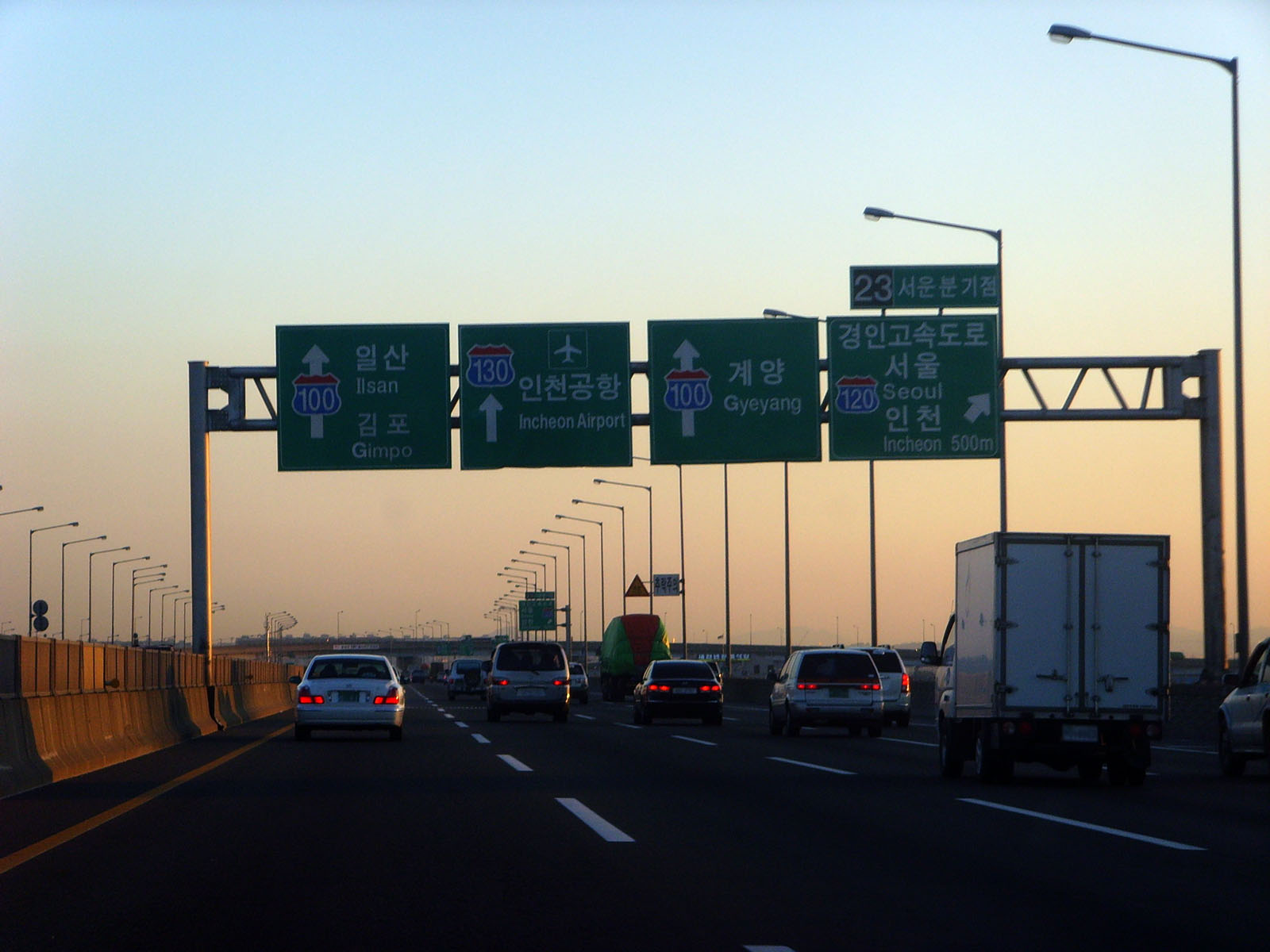
서운 분기점 표지판
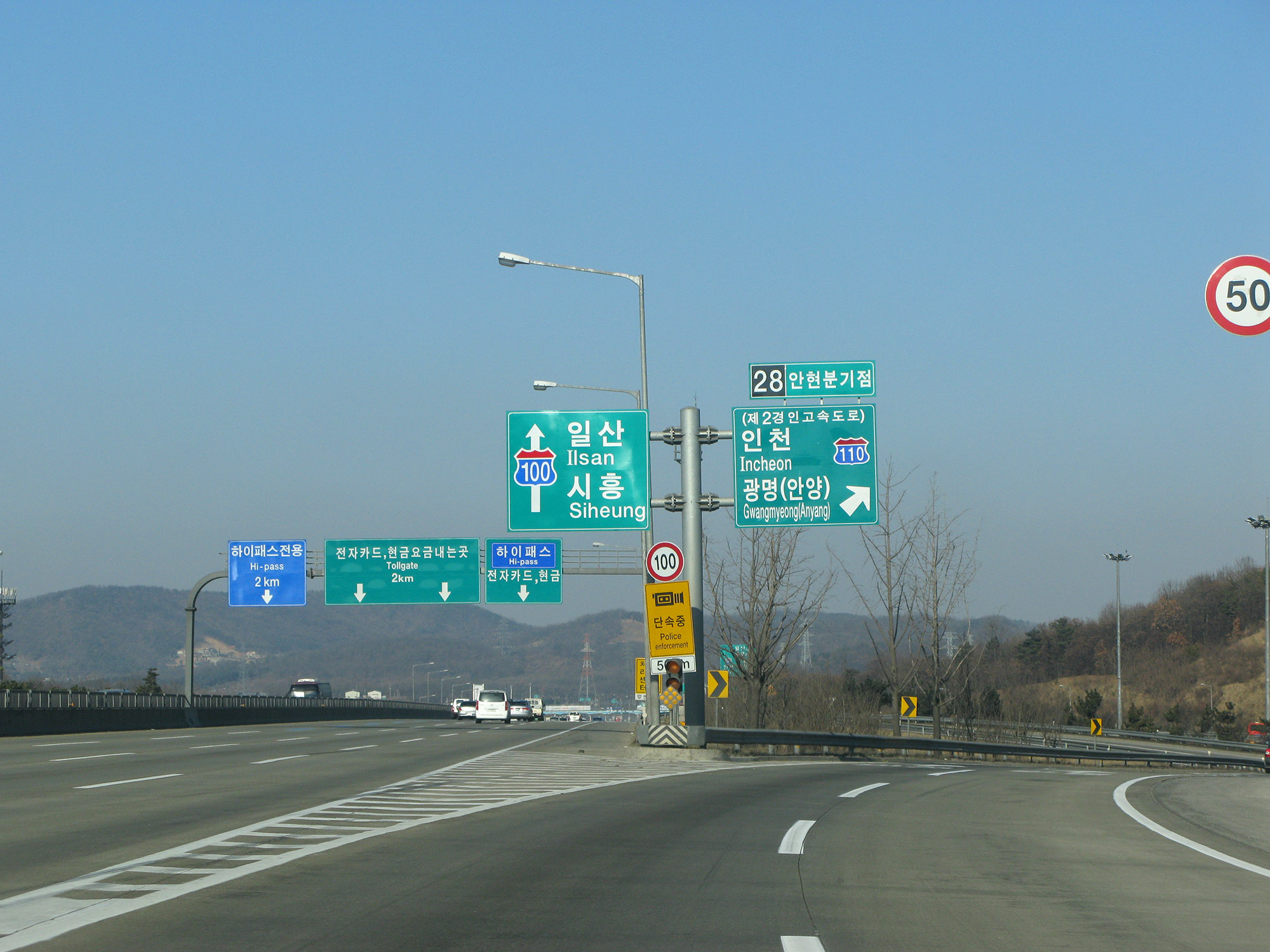
안현 분기점
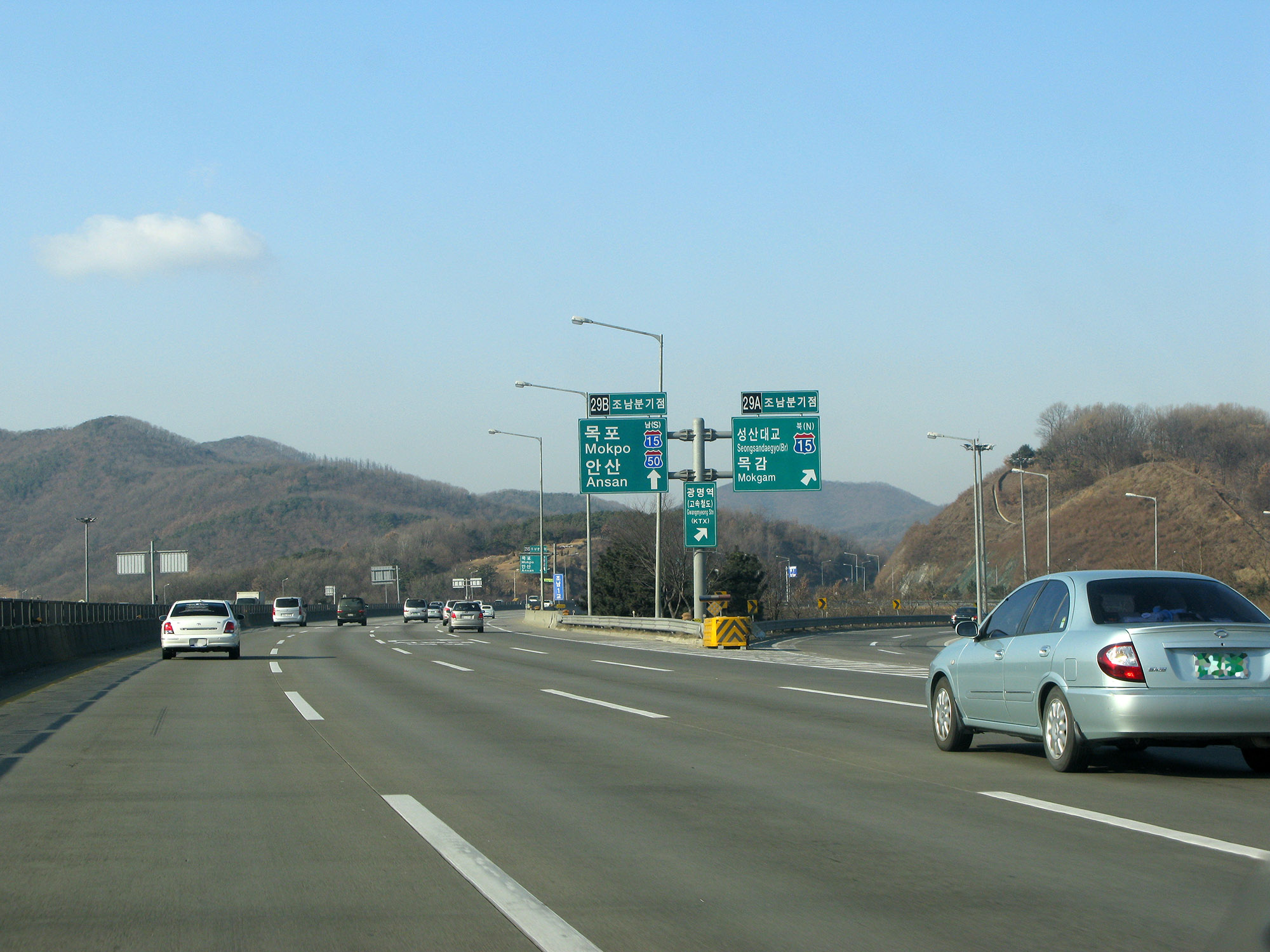
조남 분기점
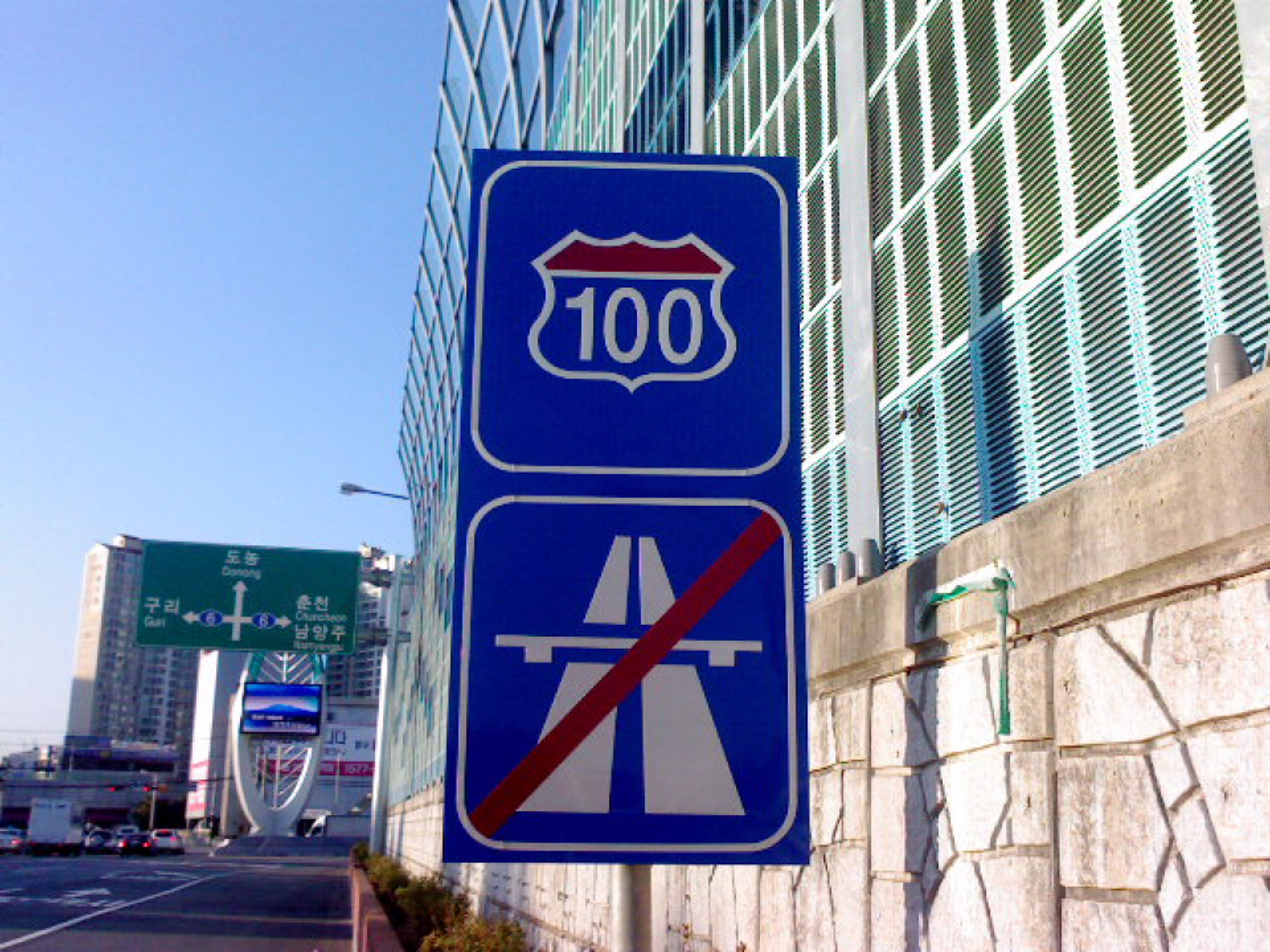
남양주 나들목 출구의 고속도로 종점 표지판
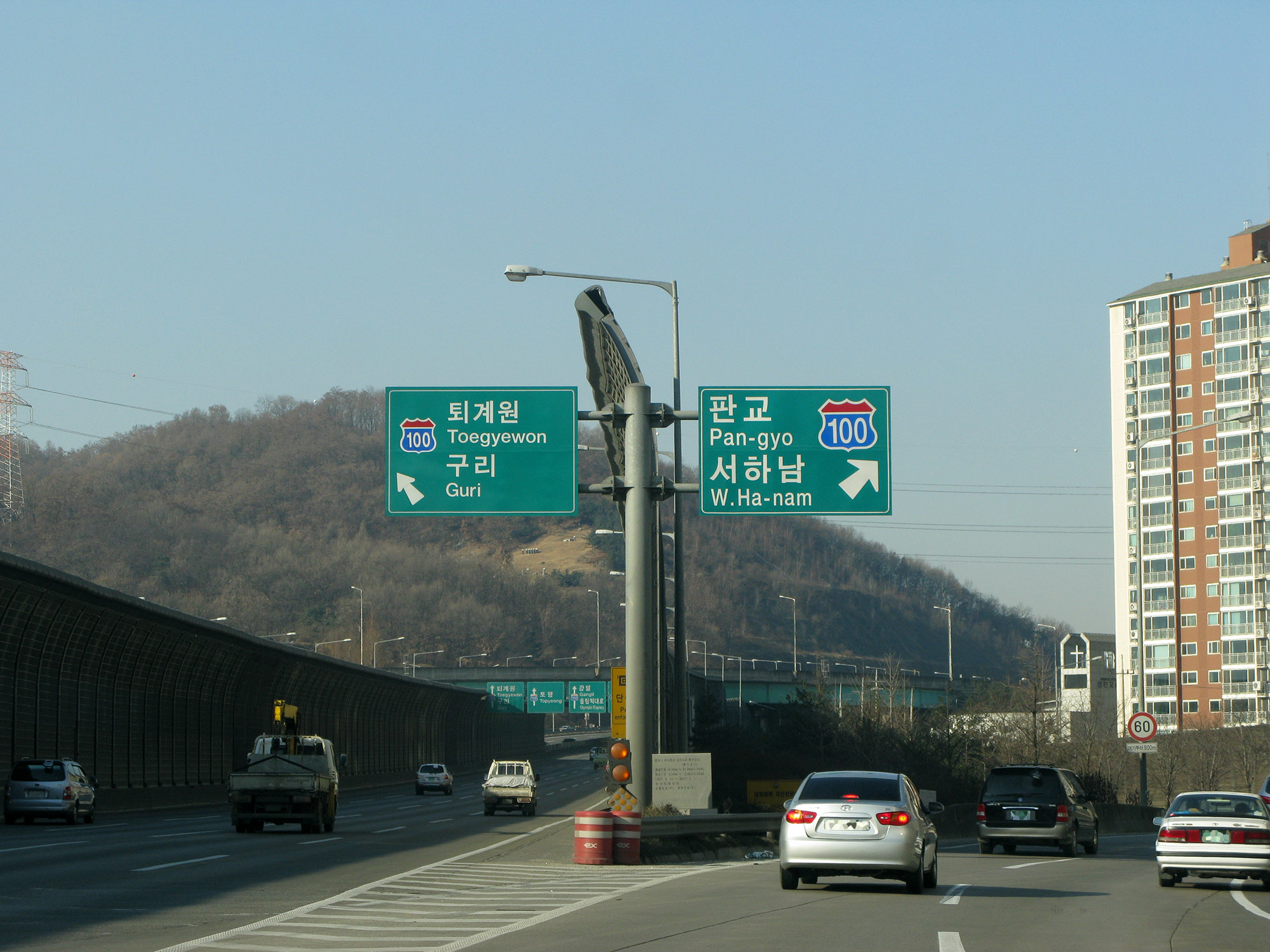
하남 분기점
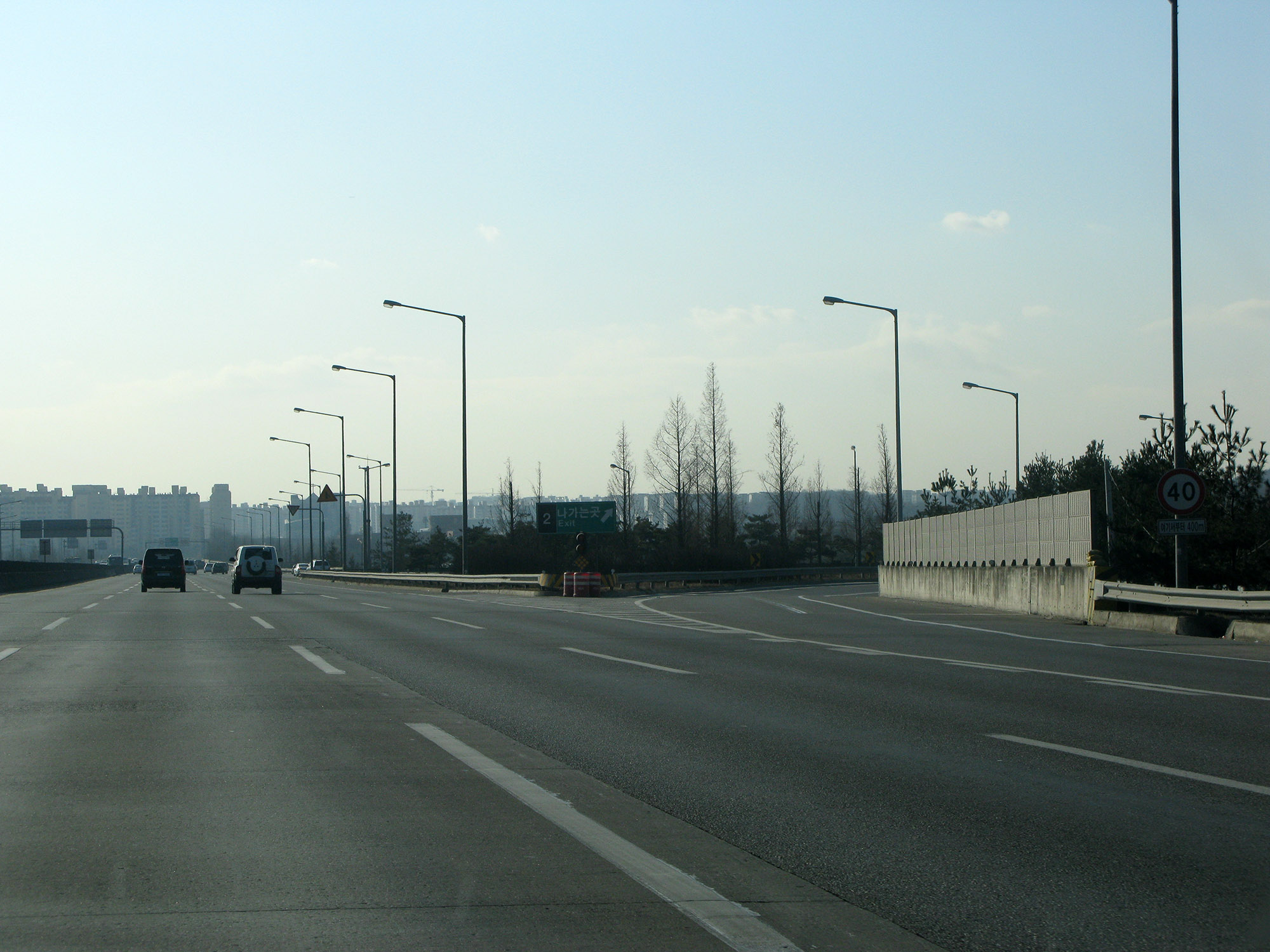
성남 나들목
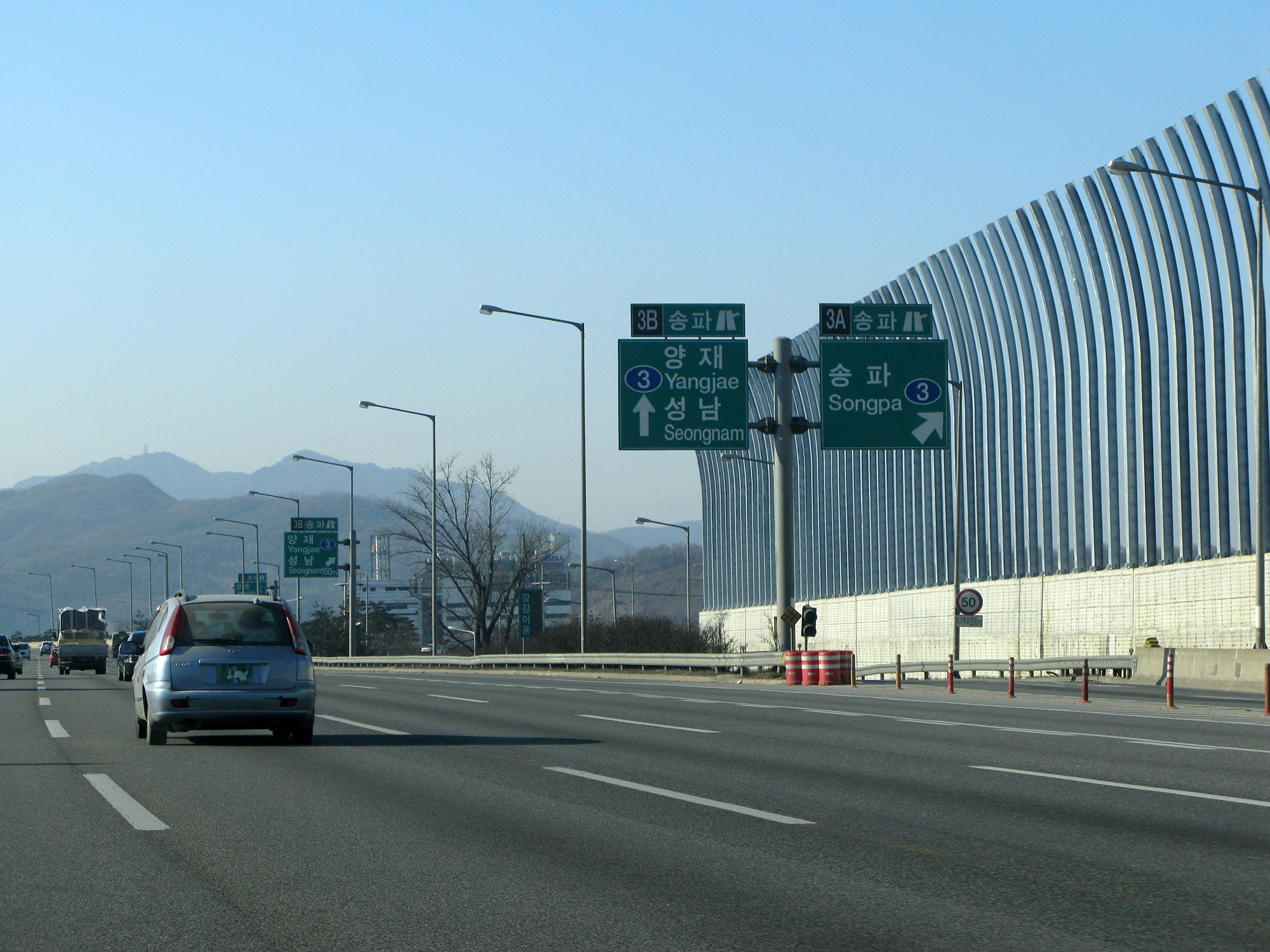
송파 나들목
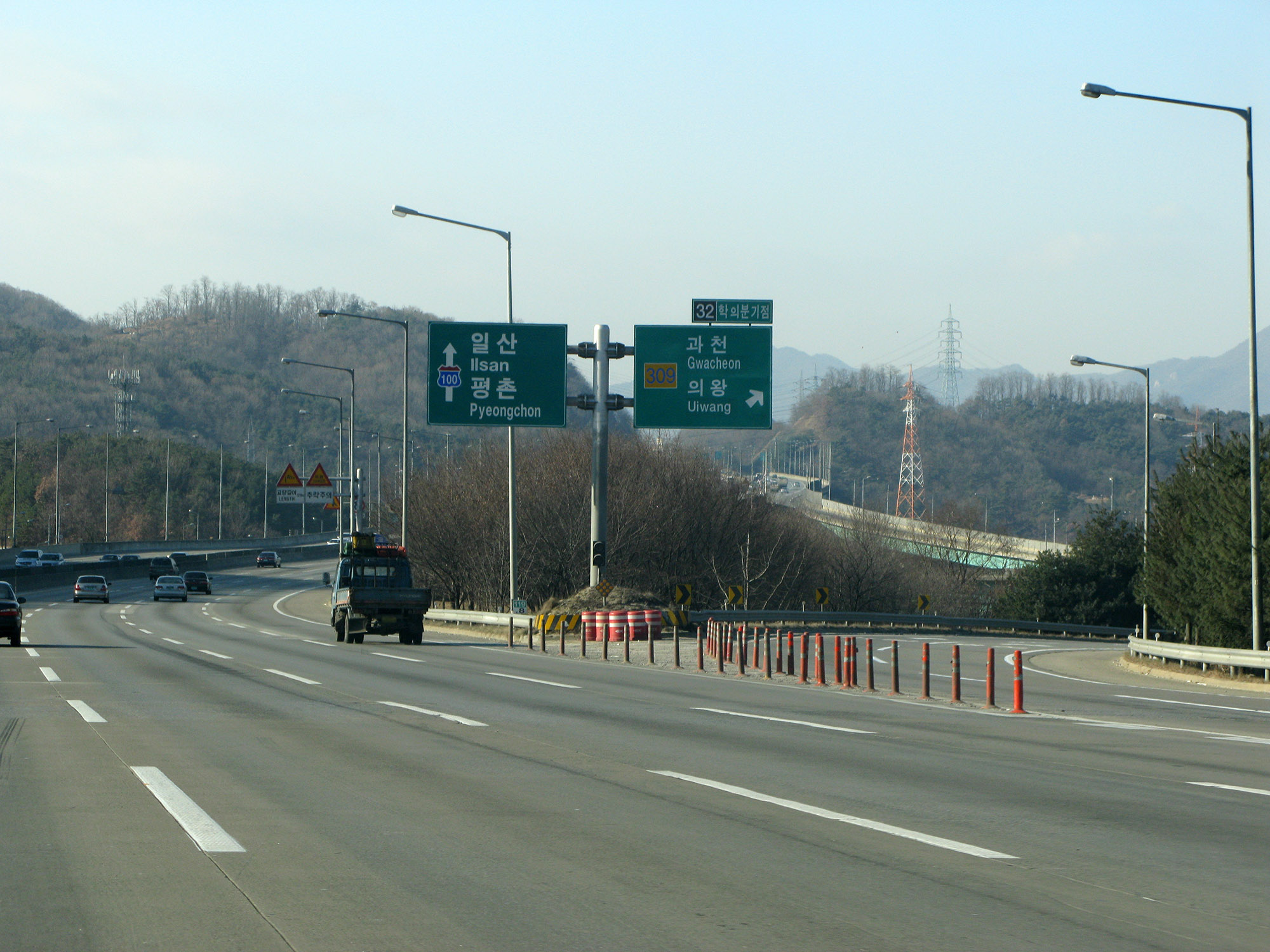
학의 분기점
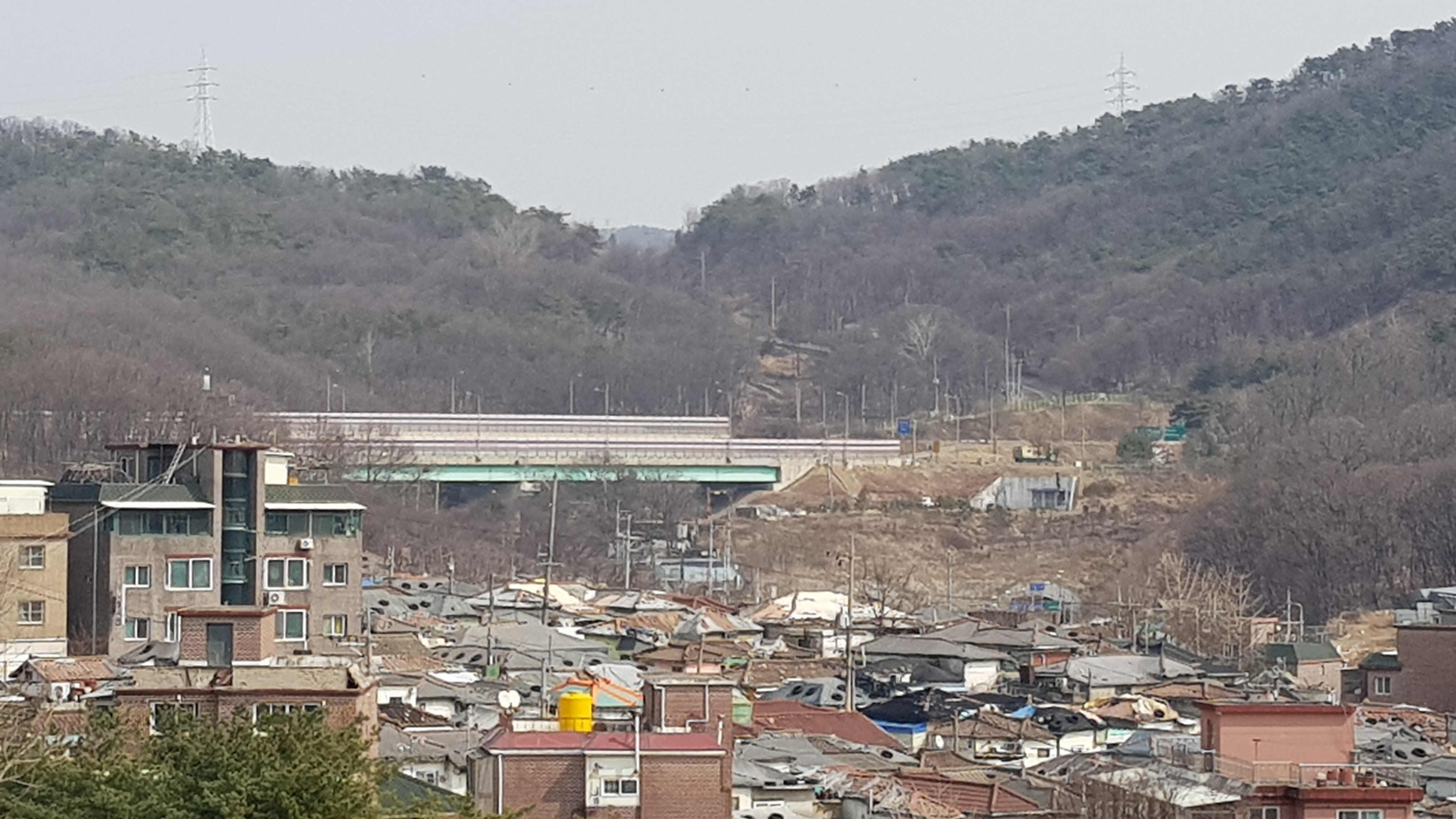
불암산터널 입구

## 같이 보기
- 서울고속도로
- 강동대교
- 김포대교
- 내부순환로
- 중부고속도로
- 수도권제2순환고속도로
- 경부고속도로
- 서해안고속도로